# David Henrie
David Henrie (født 11. juli 1989) er en amerikansk skuespiller. Han er især kendt for at have spillet Larry i That's So Raven og Justin Russo i Wizards of Waverly Place (Magi på Waverly Place).

## Personligt liv
Henrie er født i Mission Viejo, Californien. Han voksede op i Phoenix, Arizona, og er bror til skuespiller Lorenzo Henrie. Han gik på Cheyenna Traditional School og er katolik. Ifølge hans hjemmeside kommer han fra en "stor, støjende italiensk familie".

## Karriere
I 6-års alderen, underskrev Henrie kontrakt med et SAG bureau i Phoenix og begyndte at gå til prøver. Da han var 9 anbefalede en vejleder under reklameoptagelse i Scottsdale, at Henrie flyttede til LA. Den sommer, i 10-års alderen, flyttede han med familien til Hollywood. Henrie lavede sine to første nationale reklamer. Han spillede skøre rektor i reklamer for Burger King og Quaker Oats. Henrie fik sin første rolle som medspiller i TV-showet Providence, og fik en gæsterolle på premiere episoden af Without a Trace.
I 13-års alderen fik Henrie sit første store gennembrud i en almindelig rolle som Petey Pitt på FOX sitcom The Pitts. Derefter fik Henrie en ledende rolle i Hallmark filmen, Monster Makers med Linda Blair og George Kennedy. Han fik tilbudt, at komme tilbage til en anden Hallmark film for at spille en rolle i Dead Hollywood Mom's Society.
I 18-års alderen fik Henrie rollen som Justin Russo i en Disney Channel Original Series, Wizards of Waverly Place (Magikerne på Waverly Place). Showet fik premiere den 12. oktober, 2007. Efter at have involveret sig i Disney Channel, konkurrerede Henrie i 2008's Disney Channel Games. Han var holdkaptajn for det Grønne Hold, (Green Team) også kendt som the Cyclones. Han har en rolle i en Disney Channel Original Movie Dadnapped. Før hans nuværende rolle i Magikerne havde han en tilbagevendende rolle i That's So Raven som Cory's ven Larry. Henrie havde også en tilbagevendende rolle i How I Met Your Mother, hvor han spiller den hovedrollens fremtidssøn.